# الدوري البيروي لكرة القدم 1997
الدوري البيروفي لكرة القدم 1997 (بالإسبانية: Campeonato Descentralizado 1997)‏ هو الموسم 69 من الدوري البيروفي لكرة القدم. كان عدد الأندية المشاركة فيه 14، وفاز فيه أليانزا ليما.